# Établissements V. Couverchel, H. Croissant et Compagnie
Die SA des Anciens Établissements V. Couverchel, H. Croissant et Compagnie war ein französischer Hersteller von Automobilen.

## Unternehmensgeschichte
Das Unternehmen aus Paris begann 1920 mit der Produktion von Automobilen. Der Markenname lautete Croissant. 1922 endete die Produktion.

## Fahrzeuge
Das Unternehmen stellte zunächst ein kleines Cyclecar her. Wenig später folgte ein Vierzylindermodell mit einem Einbaumotor von S.C.A.P. mit 1693 cm³ Hubraum. Außerdem wurde ein Achtzylindermodell angekündigt, bei dem zwei Vierzylindermotoren aneinander gereiht werden sollten, doch dieses Modell blieb im Prototypenstadium stecken.